# Euphrasia inopinata
Euphrasia inopinata là loài thực vật có hoa thuộc họ Cỏ chổi. Loài này được Ehrend. & Vitek mô tả khoa học đầu tiên năm 1984.